# Прва савезна лига Југославије у хокеју на леду 1949.
Прва савезна лига Југославије у хокеју на леду 1949. је треће послератно првенство Југославије, које је као и прва два одиграно у Љубљани опет по турнирском систему.
Првенство је одиграно као четвородневни турнир који се одржано од 25. до 28. фебруара 1949.. Примењен је исти систем као у претходној години, с тим што се такмичило 9 клубова подељених у три групе.
Првак А групе добио је титулу државног првака. Замиљиво је да су сви учесници А групе имали по једну победу и пораз, а сви су освојили по 2 бода. Првака је одлучила боља гол-разлика.

## Учесници
| Група А                                            | Група Б                                              | Група Ц                                           |
| -------------------------------------------------- | ---------------------------------------------------- | ------------------------------------------------- |
| Партизан, Београд Љубљана, Љубљана Младост, Загреб | Спартак, Суботица Загреб, Загреб Текстилац, Вараждин | Напријед, Сисак Београд, Београд Корана, Карловац |

## Пласмани по групама
| Екипа                | ИГ | Д | Н | ИЗ | ГД | ГП | ГР | Б |
| -------------------- | -- | - | - | -- | -- | -- | -- | - |
| 1. Младост Загреб    | 2  | 1 | 0 | 1  | 9  | 7  | +2 | 2 |
| 2. Партизан, Београд | 2  | 1 | 0 | 1  | 6  | 5  | +1 | 2 |
| 3. Љубљана, Љубљана  | 2  | 1 | 0 | 1  | 3  | 6  | -3 | 2 |

| Екипа                  | ИГ | Д | Н | ИЗ | ГД | ГП | ГР  | Б |
| ---------------------- | -- | - | - | -- | -- | -- | --- | - |
| 1. Текстилац, Вараждин | 2  | 2 | 0 | 0  | 13 | 1  | +12 | 4 |
| 2. Спартак, Суботица   | 2  | 1 | 0 | 1  | 5  | 8  | -3  | 2 |
| 3. Загреб, Загреб      | 2  | 0 | 0 | 2  | 4  | 13 | -9  | 0 |

### Група Ц
| Екипа               | ИГ | Д | Н | ИЗ | ГД | ГП | ГР  | Б |
| ------------------- | -- | - | - | -- | -- | -- | --- | - |
| 1. Напријед, Сисак  | 2  | 2 | 0 | 0  | 22 | 3  | +19 | 4 |
| 2. Београд, Београд | 2  | 1 | 0 | 1  | 8  | 4  | +4  | 2 |
| 3. Корана, Карловац | 2  | 0 | 0 | 2  | 5  | 28 | -25 | 0 |

ИГ = одиграо, Д = победио, Н = нешерио, И = изгубио, ГД = голова дао, ГП = голова примио, ГР = гол-разлика, Б = бодова
| Првак Прве савезна лиге Југославије у хокеју на леду 1949. |
| ---------------------------------------------------------- |
| КХЛ Младост Загреб 2. Титула                               |